# Carlarius parkii
El bagre de Guinea (Carlarius parkii) es una especie de pez actinopeterigio marino y de agua dulce, de la familia de los aríidos.

## Morfología
Con una longitud máxima descrita de 75 cm, aunque parece ser que la talla máxima normal es de 40 cm. En la aleta dorsal tiene dos espinas eréctiles, una larga precedida por una corta, y 7 radios blandos, mientras que en la aleta anal no tiene espinas, presenta una aleta adiposa bien desarrollada, aleta caudal bifurcada con lóbulos largos y puntiagudos; cuerpo alargado y redondeado, cabeza ancha y ligeramente aplanada arriba, hocico redondeado, boca inferior, maxilares llegando a las bases de las aletas pectorales, siendo los mandibulares más cortos, escudo de la cabeza ósea muy rugoso y bastante visible a través de la piel. Coloración del cuerpo marrón oliva por encima, vientre blanquecino.

## Biología
Se alimenta de pescado y gambas. Los machos practican la incubación bucal. Las espinas dentadas dorsal y pectoral son venenosas y pueden causar heridas muy dolorosas.

## Distribución y hábitat
Se distribuye por la costa oriental del océano Atlántico, común desde Mauritania hasta Angola. Esporádicamente presente en el Sáhara Occidental y Marruecos, posiblemente también se presenta en el mar Mediterráneo; penetra en los estuarios y se le puede encontrar en las aguas dulces de los ríos. Son peces tropicales de hábitat demersal, que prefieren un rango de profundidad entre los 50 m y los 80 m.